# Закон інверсії

Закон інверсії (рос. закон инверсии; англ. inversion law; нім. Gesetz n der Inversion f)  — в аналітичній геометрії: добуток відстаней від центра кола до фактичної точки і до точки, відображеної в коловому контурі, дорівнює квадрату радіуса кола.
{\displaystyle OP\cdot OP^{\prime }=r^{2}.}

## Приклади застосування
Застосовується в підземній гідрогазодинаміці при розв'язуванні задач інтерференції свердловин.